# プログレスM-3
プログレスM-3はソビエト連邦がミール宇宙ステーションの補給のために1990年に打ち上げたプログレス補給船。ミールに訪れた64機のプログレス補給船のうち20機目であり、プログレス-M(11F615A55)型で、シリアル番号は203番だった。M-3はEO-6でミールに乗っているクルー向けの食料、水、酸素や、科学研究を行うための資材、軌道補正とマニューバを行うための燃料などが積まれていた。
プログレスM-3は1990年2月28日23時10分57秒(GMT)にバイコヌール宇宙基地1/5発射台からソユーズ-U2で打ち上げられた。そして3月3日の1時4分32秒(GMT)にクバント1のaftポートにドッキングした。56日間の間ミールにドッキングしており、このときの軌道高度は378-400km、軌道傾斜角は51.6度だった。
プログレスM-3は4月27日に、後続のプログレス42の到来に向けてドッキングポートを空けるべく、4月27日20時24分43秒(GMT)にドッキングを解除した。翌28日の0時0分0秒(GMT)に軌道を離脱、太平洋上の大気圏に突入し、燃え残りは0時52分(GMT)ごろ海洋に落下した。

## 註
1. 1 2 3 4  McDowell, Jonathan. “Satellite Catalog”.   Jonathan's Space Page. 2009年8月26日閲覧。
2. ↑  “Progress M-3”. NSSDC Master Catalog.   US National Space Science Data Center. 2009年8月26日閲覧。
3. 1 2  McDowell, Jonathan. “Launch Log”.   Jonathan's Space Page. 2009年8月26日閲覧。
4. 1 2 3 4  Anikeev, Alexander. “Cargo spacecraft "Progress M-3"”.   Manned Astronautics - Figures & Facts. 2007年10月9日時点のオリジナルよりアーカイブ。2009年8月26日閲覧。
5. ↑  Wade, Mark. “Progress M”.   Encyclopedia Astronautica. 2009年8月3日時点のオリジナルよりアーカイブ。2009年8月26日閲覧。